# NGC 6992
NGC 6992 (také známá jako Caldwell 33) je emisní mlhovina v souhvězdí Labutě vzdálená přibližně 1 470 světelných let. Spolu s NGC 6960, NGC 6974, NGC 6979, NGC 6995 a IC 1340 dohromady vytváří mlhovinu Řasy.